# Кондукторовский
Кондукторовский —хутор в Перелюбском районе Саратовской области в составе  Перелюбского муниципального образования.

## География
Находится на расстоянии примерно 8 километров по прямой на юг от районного центра села Перелюб.

## История
Основан  в 1895 году, назван по фамилии местного коммуниста В.Кондукторова, убитого в 1918 г. белоказаками.

## Население
Постоянное население составляло 175 человек в 2002 году (русские 36, башкиры 45%) ,  134 в 2010 году.